# Peñarroya de Tastavins
Peñarroya de Tastavins (Pena-roja de Tastavins en catalan), est une commune d’Espagne, dans la province de Teruel, communauté autonome d'Aragon comarque de Matarraña.

## Géographie
Elle fait partie de la Frange d'Aragon